# TNFRSF13B
Il recettore del fattore di necrosi tumorale 13B, anche noto come TACI, è una proteina recettoriale che, nell'essere umano, è codificata dal gene TNFRSF13B situato nella regione della sindrome di Smith-Magenis sul cromosoma 17 e fa parte della superfamiglia dei recettori del fattore di necrosi tumorale.

## Funzione
Tale recettore controlla la risposta anticorpale indipendente dai linfociti T, l'omeostasi dei linfociti B e il cambiamento degli isotipi. Fu scoperto grazie alla sua capacità di legare CAMLG (calcium signal-modulating cyclophilin ligand), ma il suo ruolo più importante deriva dalla possibilità di legare BAFF e APRIL che, attraverso tale recettore, sono in grado di attivane numerosi fattori di trascrizione che modulano l'attività cellulare, quali NFAT, AP-1 e NF-κB. Interagisce inoltre con TRAF6, TRAF5, TNFSF13 e TRAF2.

## Significato clinico
Mutazioni genetiche che conducano a un deficit di funzione di tale recettore possono essere causa di immunodeficienza nell'essere umano e sono un reperto comune nei pazienti affetti da immunodeficienza comune variabile, sindrome caratterizzata da una grave carenza di anticorpi necessari per una congrua risposta immunitaria.